# Temple protestant de Bourg-la-Reine
Le temple protestant de Bourg-la-Reine est un lieu de culte luthérien situé 26 rue Ravon à Bourg-la-Reine. La paroisse est membre de l'Église protestante unie de France.

## Histoire

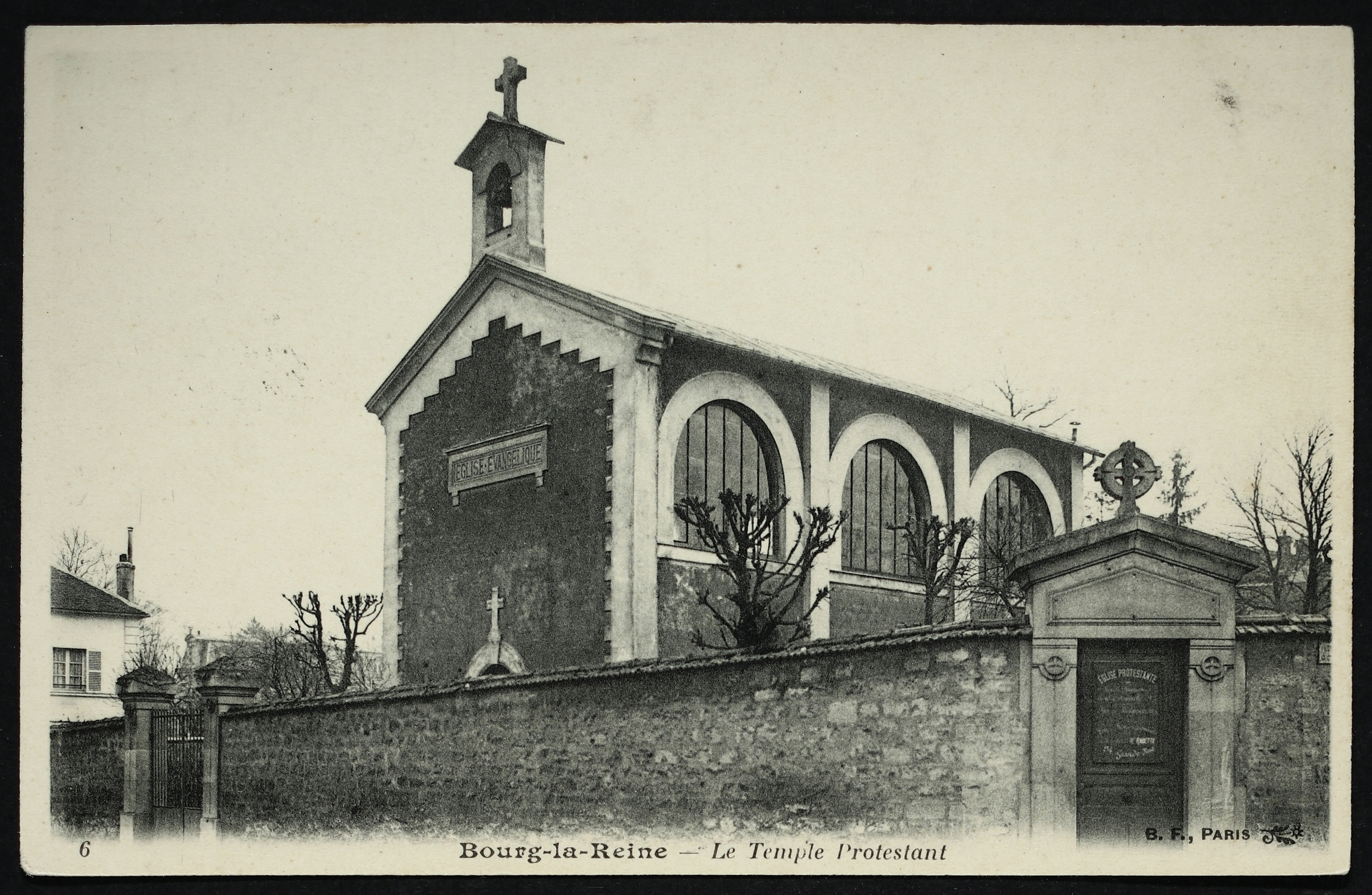
Le temple protestant de Bourg-la-Reine vers 1900.

En 1832, Jules Demmler, officier wurtembergeois, épouse Caroline Duvernoy, française de Montbéliard. Tous deux sont luthériens, et s'installent à Bourg-la-Reine. Jules Demmler est professeur d'allemand École d'application du Corps royal d'état-major et fréquente les milieux luthériens allemands et français de Paris. Il accueille chez lui des célébrations luthériennes. Le 22 juillet 1859, le Conseil municipal de Bourg-la-Reine et son maire M. Ravon (éponyme de la rue) approuve la construction d'une église luthérienne sur un terrain appartenant à Jules Demmler. Grâce à l'intercession du Baron Haussemann auprès de Napoléon III, cette décision est validée par décret impérial du 3 mars 1860, dans le cadre du régime concordataire français. Le temple est inauguré le 23 septembre 1860,.
Avant la Seconde Guerre mondiale, une petite maison de briques est élevée, ainsi qu'une petite baraque de bois en 1945. En 1950, l'arrière du temple est prolongé et en 1964, il est agrandi. Depuis 2017, la pasteure est Eva Guigo-Patzelt.

## Architecture
La façade à pignon est recouverte d'un toit en bâtière. Au centre de cette façade, un cartouche rectangulaire porte l'inscription en lettres capitales « EGLISE EVANGELIQUE ». Ce nom fait référence à l'Église évangélique luthérienne de France, dit aussi de la confession d'Augsbourg, fondée en 1873 et qui depuis 2013 s'est uni à l’Église réformée de France pour formée l’Église protestante unie de France (EPUdF). Sur la droite de la façade s'élève un clocher-tour.